# Храм Святителя Николая (Ермолино)
Храм Святителя Николая — православный храм в селе Ермолине Московской области. Относится к Видновскому благочинию Подольской епархии Русской православной церкви.
Храм построен в 1812—1827 годах в стиле ампир. В советское время церковь не закрывалась, поэтому сохранилось её внутреннее убранство. Церковь является памятником архитектуры местного значения.

## История
Первое упоминание о церкви в селе Ермолине относится к началу XVII столетия: церковь Николая Чудотворца с приделом Василия Блаженного, «деревянная клетцки…» (построенная клетью, как изба). В конце века на старом месте была построена новая деревянная церковь святителя Николая также с приделом Василия Блаженного, освящённая в 1691 году одним из основателей Екатерининского монастыря Савватием.
В 1812 года начато возведение существующей до настоящего времени каменной церкви. Первыми были построены трапезная и колокольня. В 1821 году в трапезной освящён придел Василия Блаженного. К 1827 году строительство завершилось, и был освящён главный престол. В 1830 году храм был полностью освящён; поставлена белокаменная ограда. Во второй половине XIX века освящён придел преподобного Нила Столбенского.
В 1892—1929 годах в храме служил протоиереем Владимир Алексеевич Нарский (1968—1938). Владимир Нарский был заведующим трёх церковно-приходских школ: села Ермолино, деревни Потапово и села Дыдылдино, где преподавал Закон Божий. 8 марта 1938 года по доносу был расстрелян на Бутовском полигоне. Позднее Владимир Нарский был причислен к святым в лике священномученика.
В советское время на территории нынешнего Видновского благочиния не закрывались всего три церкви, среди них — Никольский храм в селе Ермолино. В храме крестили детей и венчались жители города Видное и ближайших деревень, а также жители Москвы.
Главная святыня храма — Ченстоховская (Красностоцкая) икона Божией Матери. Находится на правом столбе от входа.
В настоящее время полностью отреставрированы росписи храма, а в главном приделе выполнены заново; отштукатурен фасад здания. В 2010 году архиепископ Можайский Григорий (Чирков) совершил чин великого освящения центрального придела.

## Духовенство
- 1646 — Иоанн Фёдоров
- 1680 — Яков Петров
- 1715—1735 — Василий Корнилов
- 1780 — Косьма Васильев
- 1783, 1795 — Назарий Павлов[8] (ум. 1799)[9]
- 1811, 1821 — Иоанн Васильев Мошков[9][10]
- 1827 — Василий Иоаннов Виноградов (ок. 1778-?)[10]
- 1834, 1850 — Василий Стефанов Сретенский[11][12]
- Александр Афанасьев
- 1884- 1892 — Димитрий Стефанов Воздвиженский (1834-1906)[13]
- 1892—1929 — настоятель, священник Владимир Нарский
- 1940-е годы — настоятель, священник Сергий Валерианович Шумов
- 1950-е годы — протоиерей Александр Павлович Машков
- 1960-е годы — протоиерей Павел Громов
- с 1975 — протоиерей Петр Илькевич
- 1987—1999 — протоиерей Григорий Довженко. Погребён возле храма и почитается прихожанами до настоящего времени.
- 2004—2012 — протоиерей Сергий Гуданов
- 2012 — настоящее время — протоиерей Виктор Ястремский[4][14]

## Святыни
- Старинный Список Ченстоховской иконы Божией Матери преподобного Нила Столобенского с частицей его мощей
- Чудотворный храмовый образ святителя Николая
- Старинная икона блаженного Василия Московского[4]

## Престолы
- Главный Никольский алтарь
- Придел блаженного Василия Московского
- Придел преподобного Нила Столобенского[4]

## Престольные праздники
- День святителя Николая, 6 (19) декабря
- День памяти преподобного Нила Столобенского, 7 (20) декабря
- Перенесение мощей святителя Николая в Бари, 9 (22) мая[4]
- День памяти блаженного Василия Московского, 2 (15) августа

## Деятельность
При храме регулярно выпускается приходская газета. В рамках прихода действует воскресная школа «Ника». Работает церковная лавка. Приход сотрудничает с образовательными учреждениями города Видное: средней общеобразовательной школой № 7, детским садом № 9 «Солнышко», Прогимназией и Калиновской общеобразовательной школой.

## Приписной храм
К храму святителя Николая приписан храм Усекновения главы Пророка, Предтечи и Крестителя Господня Иоанна деревни Калиновка (Московская область, Ленинский городской округ, д. Калиновка, 27 км), освящённый в 2014 году.